# Vlag van Hoogstraten
De vlag van Hoogstraten is een verticale driekleur in de kleuren rood-wit-rood.

## Officiële vaststelling van de vlag
De vlag werd door de gemeenteraad op 14 april 1986 officieel vastgesteld als de gemeentelijke vlag van de Antwerpse gemeente Hoogstraten. Op 1 juli 1986 werd hij door het Bestuur van Vlaanderen bevestigd en uiteindelijk gepubliceerd op 3 december 1987 in het officiële Belgisch Staatsblad.

## Officiële beschrijving van de vlag
Officieel wordt de vlag beschreven als:
Drie even lange banen van rood, van wit en van rood.
 Deze gemeentevlag is identiek aan die van de stad Bergen. 

## De relatie met het gemeentewapen
De vlag van Hoogstraten is volledig gebaseerd op het gemeentewapen en vertoont daarom exact dezelfde kenmerken. Het wapen van Hoogstraten in rood-wit-rood komt voor in de opsomming van "Wapens der Vrijheden  van Brabant" in 1770. De prinsenhoed verwijst naar de hertogen van Hoogstraten die ook een prinsdom van Salm-Salm hadden in de Vogezen. 

## Verwijzing naar de familie van Lalaing en naar Maximiliaan van Oostenrijk
De overeenkomst tussen de twee vlaggen is te verklaren doordat zowel Hoogstraten als Bergen historisch onder het gezag vielen van de adellijke familie van Lalaing, die nauwe banden onderhield met Maximiliaan van Oostenrijk. De kleuren rood en wit stammen oorspronkelijk van het familiewapen van de Babenbergers, die van 976 tot 1248 de marktgraven en hertogen van Oostenrijk leverden. 
Het huis Lalaing hanteerde in de 15e eeuw, voor de komst van keizer Maximiliaan I, ook al de kleuren rood-wit, maar dan met tien witte ruiten erin. 

## Verwijzing naar de voormalige hoofdstad Leuven
De gelijke banen rood-wit-rood in de vlag van Hoogstraten verwijzen ook naar de historische band met de voormalige hoofdstad Leuven. Hoogstraten werd in 1210 gesticht vanuit Leuven door Hendrik I van Brabant, wat de symbolische verbinding tussen beide steden versterkt.

## Historische herkomst van de kleuren
Leuven nam de kleuren rood-wit-rood over van het hertogdom Neder-Lotharingen, dat destijds deel uitmaakte van het Heilig Roomse Rijk. Deze kleurcombinatie werd opgenomen in het stadswapen van Leuven en is sindsdien verbonden met de stad.

## Horizontale en verticale plaatsing van de kleuren
De historische band met het hertogdom Lotharingen wordt weerspiegeld in de vlag van Leuven, waar de kleuren rood-wit-rood horizontaal zijn geplaatst. In tegenstelling tot Leuven staan deze kleuren in de vlag van Hoogstraten verticaal, wat een onderscheidend element vormt tussen de twee vlaggen.

## Het gebruik van rode vlaggen in communistische landen
Communistische landen gebruiken vaak een rode achtergrond als basis voor hun vlaggen, zoals te zien is bij de vlaggen van de Sovjet-Unie en China. Om hun vlaggen te onderscheiden van andere landen, worden er symbolen toegevoegd, zoals de hamer en sikkel in de Sovjet-Unie en de ster in China.

## Verwarring van vlaggen op de Olympische Spelen van 2024
Tijdens de Olympische Spelen van 2024 ontstond verwarring door de bijna identieke vlaggen van Tsjaad en Roemenië, die beide bestaan uit de kleuren blauw, geel en rood. Hoewel er een klein verschil is in de tint van het blauw, is dit nauwelijks zichtbaar. Dit benadrukt de noodzaak van onderscheidende symbolen op vlaggen.

## Vergelijking tussen vlaggen: Peru en Hoogstraten
De vlag van Peru lijkt toevallig sterk op die van Hoogstraten, met dezelfde rood-wit-rode kleurcombinatie. Ondanks de visuele overeenkomst is er geen enkele historische band tussen deze twee entiteiten. Dit voorbeeld toont hoe vlaggen met dezelfde kleuren wereldwijd voorkomen zonder directe verbinding.

## Gemeenschappelijke kleuren bij verbonden regio's en steden
Regio’s en steden met historische banden gebruikten vaak dezelfde kleurcombinaties in hun vlaggen. Een voorbeeld hiervan zijn de Nederlandse steden Gouda en Dordrecht, die beide de kleuren rood-wit-rood in hun vlaggen hebben. Om verwarring te vermijden, werden in de loop van de tijd onderscheidende toevoegingen aangebracht aan deze vlaggen. In tegenstelling tot deze steden heeft Hoogstraten ervoor gekozen om vast te houden aan de oorspronkelijke vlag zonder aanpassingen, uit respect voor de eigen geschiedenis en tradities.

## Oorsprong en verspreiding van de kleurcombinatie rood-wit in het Heilig Roomse Rijk
Daarnaast speelt rood-wit-rood ook een belangrijke rol in de katholieke kerk, waar kardinalen deze kleuren horizontaal dragen. De kleurcombinatie rood-wit is van oudsher aanwezig in landen zoals Denemarken, Polen, Neder-Lotharingen, Zwitserland en Oostenrijk. Deze kleuren hebben zich breed verspreid binnen het oude Heilig Roomse Rijk, dat van oorsprong sterk katholiek was. De wijdverbreide aanwezigheid van rood-wit in deze regio's duidt op de invloed van het rijk, waar deze kleuren vaak werden gebruikt in vlaggen en symbolen, wat de katholieke achtergrond en symboliek van deze kleuren verder versterkte. 

## Voetbaltruitjes HVV
De symboliek van de combinatie rood-wit-rood gaat dus al eeuwen terug en wordt nog steeds in ere gehouden door de plaatselijke voetbalclub: Hoogstraten VV